# Brădeanu
Brădeanu é uma comuna romena localizada no distrito de Buzău, na região de Valáquia. A comuna possui uma área de 47.22 km² e sua população era de 2626 habitantes segundo o censo de 2007.